# Koreana
Koreana (en coreano: 코리아나, 1962-1995) también conocidos como Arirang Singers, fue un grupo musical de Corea del Sur bilingüe que interpretaba canciones en inglés y coreano. Se formaron en 1962 y comenzaron a ser populares internacionalmente después de que lanzaron su álbum debut DisCorea en el sello Polydor en 1979. El grupo actuó en la ceremonia inaugural de los Juegos Olímpicos de Seúl 1988, donde interpretaron su canción oficial titulado "Hand in Hand".
Marie Hong se separó del grupo unos años después y lanzó un primer álbum discográfico en solitario, titulado Mom & Son en 2004.
Jerry Lee, miembro del grupo desde hace mucho tiempo, murió a principios de 2021 de cáncer.

## Integrantes
- Hong Hwa Ja (홍화자, Marie Hong，洪花子)-1943
- Lee Ae Sook (이애숙, Cathy Lee，李爱淑)-1959
- Lee Seung Kyu (이승규, Tom Lee，李胜奎)-1958
- Lee Yong-Gyu (이용규, Jerry Lee，李永奎)-1957 - 2021

## Discografía[2]

### Álbumes
- 1979: DisCorea
- 1980: Burning Fantasy
- 1983: Highlights (Too Much Love)
- 1988: Hand In Hand
- 1990: Living For Love
- 1992: Sail Into The Sunset
- 1993: Expo '93
- 1996: We Are One
- 2006: Hand In Hand - Golden Hits

### Sencillos
- 1978: "I Love Rock'n Roll Music"[3]
- 1979: "Dark Eyes"
- 1986: "Hey Daydreamer" (12" Maxi)
- 1988: "Hand In Hand"
- 1988: "Loving You, Loving Me"
- 1990: "Living For Love"
- 1992: "Sail Into The Sunset"